# گروه کشتی‌داری فراساحل

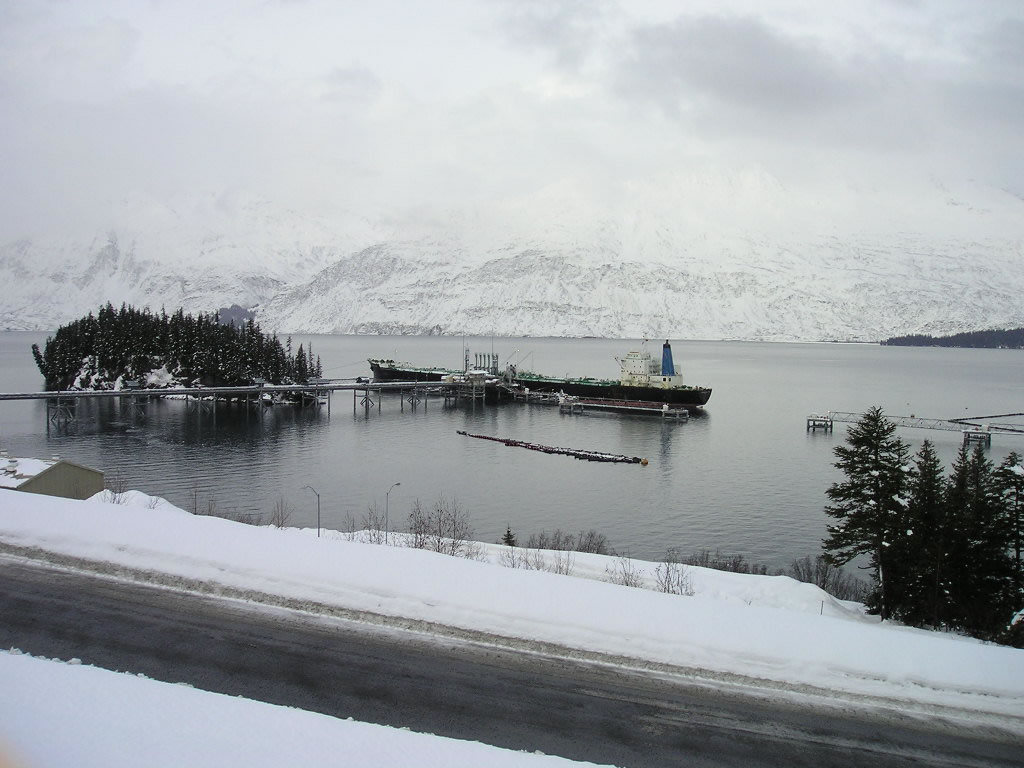
گروه کشتی‌داری فراساحل (به انگلیسی: Overseas Shipholding Group) (بورس نیویورک: OSG) یک شرکت کشتیرانی آمریکایی است که خدمات حمل نفت خام و سایر فراورده‌های نفتی را انجام می‌دهد. ناوگان این شرکت را ۱۱۰ کشتی ثبت‌شده در آمریکا و معدودی دیگر از کشورها از جمله جزایر مارشال شامل می‌شود که هرکدام از آنها، تناژ وزن مرده‌ای بالغ بر ۱۱ میلیون را دارا می‌باشند. ارزش دارایی این شرکت در سال ۲۰۲۰ بالغ بر ۱٫۲۳ میلیارد دلار برآورد شده و درآمد خالص آن در همین سال ۳۵۵٫۵ میلیون دلار تخمین زده می‌شود.
دفتر مرکزی این شرکت در تمپا، فلوریدا مستقر است و نیروی انسانی آن در سال ۲۰۲۰، ۷۱۳ بوده.